# Hermann Ploucquet
Hermann Ploucquet, né le 12 avril 1816 à Stuttgart et mort le 16 février 1878 dans la même ville, est un taxidermiste allemand du Royaume de Wurtemberg, qui a travaillé pour le Cabinet royal des sciences naturelles de Stuttgart et a créé à son domicile un musée zoologique présentant une importante collection d'animaux naturalisés.
Sa manière naturaliste de présenter les animaux préparés, caractéristique de la taxidermie anthropomorphe, contrastait avec le style de préparation scientifique de son époque ; il a développé des dioramas avec des groupes d'animaux dans leur environnement naturel ainsi que des scènes humoristiques avec des représentations d'animaux humanisés. L'exposition de ses groupes d'animaux à la première des expositions universelles à Londres en 1851 a connu un grand succès et a eu une influence déterminante sur le développement de la taxidermie.

## Biographie

### Famille
Hermann Ploucquet est le plus jeune enfant d'un teinturier, Karl Ploucquet (1778-1855). Son père est issu d'une famille protestante française, réfugiée à Stuttgart après la révocation de l'édit de Nantes en 1685 ; le philosophe et logicien Gottfried Ploucquet (1716-1790) et son fils le médecin Wilhelm Gottfried Ploucquet (1744-1814) en font partie. Sa mère est la fille de Johann Eberhard Etzel (1745-1792), contrôleur de l'agriculture du duché de Wurtemberg, et la sœur d'Eberhard von Etzel, conseiller en chef de l'urbanisme à Stuttgart.

### Jeunesse et formation
La famille Ploucquet n'est guère aisée ; Eberhard von Etzel accueille son neveu dans sa maison et s'occupe particulièrement de son éducation, en lui donnant des cours de dessin et d'art. Hermann Ploucquet est plus attiré par le sport et la nature que par les matières intellectuelles ; il apprend en autodidacte à naturaliser des animaux et contribue au soutien de sa famille en vendant ses préparations.
Hermann Ploucquet souhaitait devenir peintre ou sculpteur, mais pour gagner sa vie il doit commencer un apprentissage de jardinier, tout en continuant à s'occuper de taxidermie. Après son apprentissage, il trouve à 17 ans, en 1833, un poste d'aide au Cabinet royal des sciences naturelles de Stuttgart, grâce à ses compétences en matière de taxidermie. En 1853, il intègre la loge maçonnique des 3 Cèdres à Stuttgart ; il la quitte en 1862.

### Préparateur de musée et taxidermiste
Au cabinet des sciences naturelles, Ploucquet participe à la naturalisation des animaux, mais sans espoir de promotion en tant que collaborateur non scientifique ; il n'est titularisé taxidermiste qu'en 1847. Le Musée national d'histoire naturelle de Stuttgart doit à Ploucquet de nombreuses préparations naturalisées, notamment 212 des 2 711 préparations d'oiseaux du musée, mais sans que le directeur, Christian Ferdinand Friedrich Krauss, apprécie son talent.
Pendant son temps libre, Ploucquet exécute des commandes privées de taxidermie et devient un artiste dans son domaine ; sa manière de mettre en scène les animaux contraste avec le style de préparation scientifique de son époque : « il savait mieux que quiconque rendre les animaux dans toutes leurs particularités de manière si proche de la vie que le spectateur ne se rendait pas compte du souffle habituel de la mort dans les musées ». Il crée également des dioramas avec des groupes d'animaux à différents âges, dans un environnement proche de la nature ou dans des scènes de chasse dramatiques.
Inspiré par les caricatures animalières de Wilhelm von Kaulbach et de Grandville, Ploucquet met également en scène des représentations humoristiques d'animaux humanisés qui faisaient rire et réfléchir le spectateur et qui enthousiasmaient particulièrement les enfants. Ses expositions à Leipzig en 1850, à Londres en 1851 et à Munich en 1854 attirent l'attention internationale, ce qui permet à Ploucquet d'exercer une influence déterminante sur le développement de la taxidermie.

### Musée zoologique
Hermann Ploucquet quitte en 1858 son poste au Cabinet royal des sciences naturelles et se consacre entièrement à sa propre entreprise. Il achète une propriété au 11 de la Kronenstraße et installe dans un grand salon de 30 sur 10 m un musée zoologique avec une collection d'animaux et de groupes d'animaux naturalisés. Il engage des collaborateurs auxquels il enseigne la taxidermie ; sa sœur Pauline, célibataire, artiste vestimentaire, s'occupe de l'habillage des animaux dans les mises en scène de groupes. 
En raison de l'agrandissement du terrain de la gare, il doit abandonner sa propriété en 1864 et installer provisoirement sa collection dans des cabanes de chantier de l'École polytechnique de Stuttgart ; il emménage en 1869 dans une nouvelle propriété au 56 Herdweg où il installe à nouveau son musée, mais qui n'a pas le succès escompté en raison de son éloignement du centre-ville. 
Ploucquet vend sa collection au Bains minéraux de Berg (de) qui l'exposent pendant deux ans, avant de la revendre au Crystal Palace à Sydenham dans la banlieue de Londres. La collection y est totalement détruite lors de l'incendie de 1936.

### Fin de vie
Le produit de la vente de ses collections permet à Hermann Ploucquet de vivre sans soucis financiers ; mais le contact professionnel avec l'arsenic, utilisé pour conserver les préparations animales, provoque chez Ploucquet une cécité progressive, de sorte qu'il ne peut plus exercer d'activité taxidermiste. 
Il meurt à l'âge de 61 ans le 16 février 1878 à Stuttgart et est enterré au Pragfriedhof.

## Expositions
Hermann Ploucquet participe à plusieurs expositions dans les années 1850 : Exposition industrielle à Leipzig en 1850, Exposition universelle de Londres en 1851, Exposition industrielle à Munich en 1854. Elles attirent l'attention internationale, ce qui lui a permis d'exercer une influence déterminante sur le développement de la taxidermie. 

### Exposition industrielle de Leipzig, 1850
Ses groupes d'animaux y sont remarqués : « Les groupes d'animaux de Ploucquet [...] sont excellents et attirent constamment devant eux une grande partie des spectateurs. Non seulement les différents animaux sont empaillés et placés avec la plus grande fidélité, mais la disposition des groupes est aussi attrayante que spirituelle [...]. Les deux groupes principaux représentés sont : un terrier de renard, où l'agitation des jeunes renards est en effet amusante, et ensuite un chien d'arrêt devant un groupe de perdrix, ce groupe semble imiter la nature jusque dans les moindres détails ».

### Exposition universelle de Londres, 1851
Ploucquet est l'un des quatorze taxidermistes qui exposent. Ses groupes d'animaux ont été l'une des attractions appréciées du public de l'exposition et le stand a été « one of the most crowded points of the Exhibition » ; l'écho dans la presse a été retentissant. Le photographe Antoine Claudet a capturé certains des groupes de Ploucquet sur des daguerréotypes qui ont servi de modèle à Harrison Weir pour des gravures sur bois publiées sous le titre The Comical creatures from Wurtemberg  ; les textes de l'ouvrage ont été écrits par l'éditeur, David Bogue, à l'exception de The Story of Reynard the Fox, réécriture du Reineke Fuchs (de) de Goethe (ce texte, illustré par six scènes de groupes d'animaux de Ploucquet, a popularisé cette histoire jusqu'alors inconnue en Angleterre). L'ouvrage est réédité en 1861 par T. Nelson & Sons.

## Postérité
La collection d'animaux naturalisés d'Hermann Ploucquet ayant été détruite lors de l'incendie du Crystal Palace, il en reste des témoignages photographiques : les daguerréotypes d'Antoine Claudet pris lors de l'exposition de 1851 à Londres ; un recueil de 37 photographies conservé sous le titre Katalog über das Zoologische Museum, bestehend aus naturgetreuen Bildern der mannigfaltigsten Scenen aus dem Thierleben, von Hermann Ploucquet, Conservator in Stuttgart au Muséum national d'histoire naturelle à Paris,.

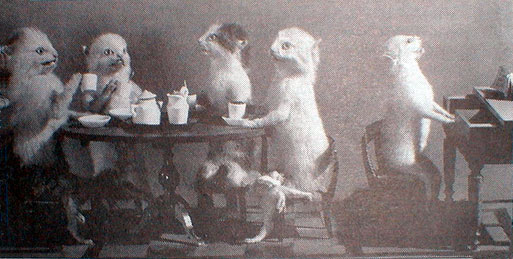
Chats prenant le thé ; miss Paulina chantant, diorama photographié par Antoine Claudet, 1851.
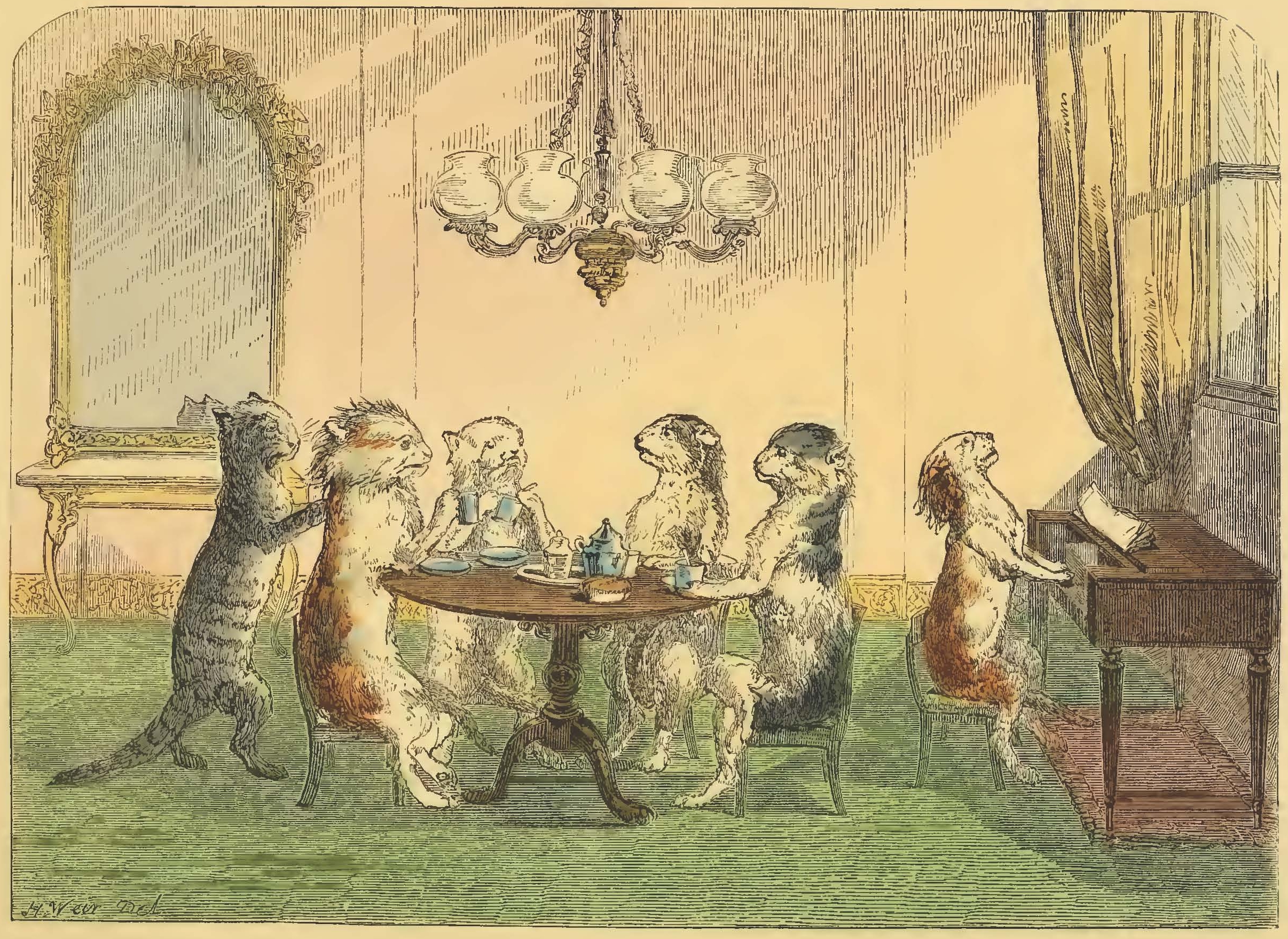
Chats prenant le thé ; miss Paulina chantant, gravure sur bois de Harrison Weir, 1851.
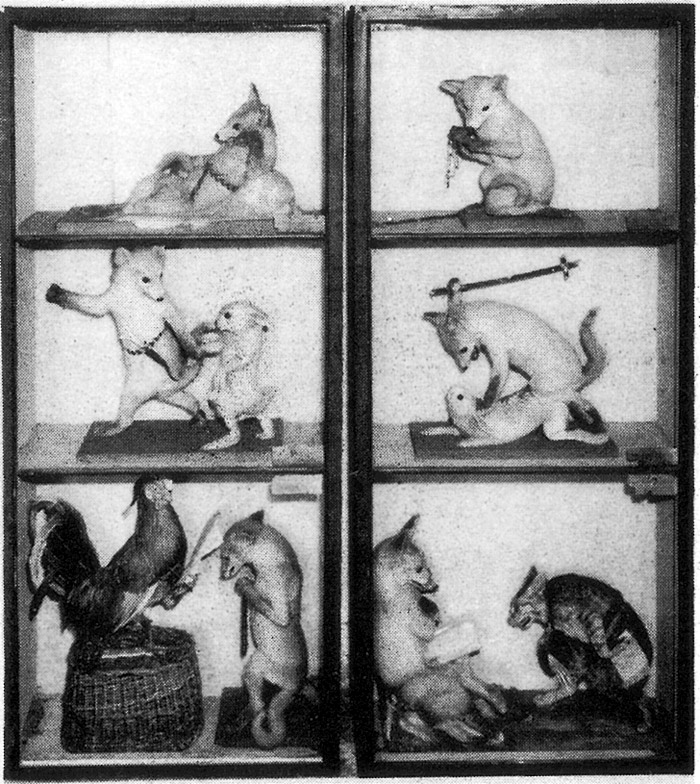
Diorama avec six scènes de Reineke Fuchs, 1851.
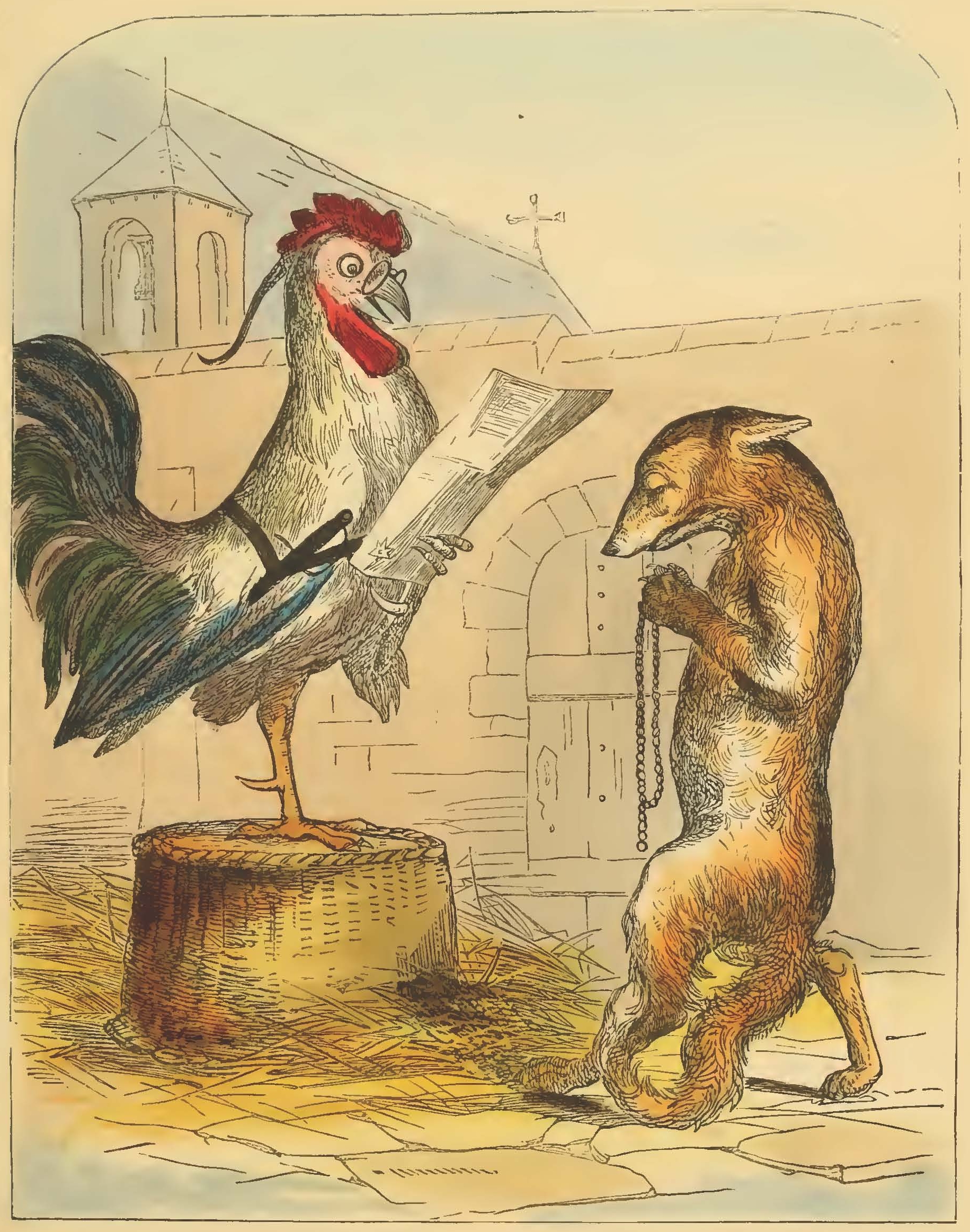
Renard jouant à l'ermite, gravure sur bois de Harrison Weir, 1851.
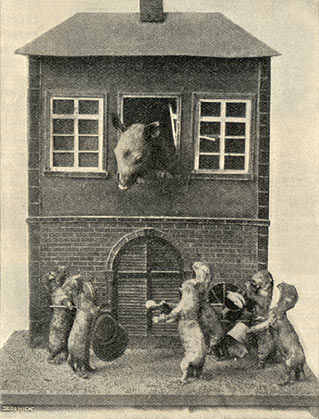
Chats donnant une sérénade à un cochon, diorama, 1851.
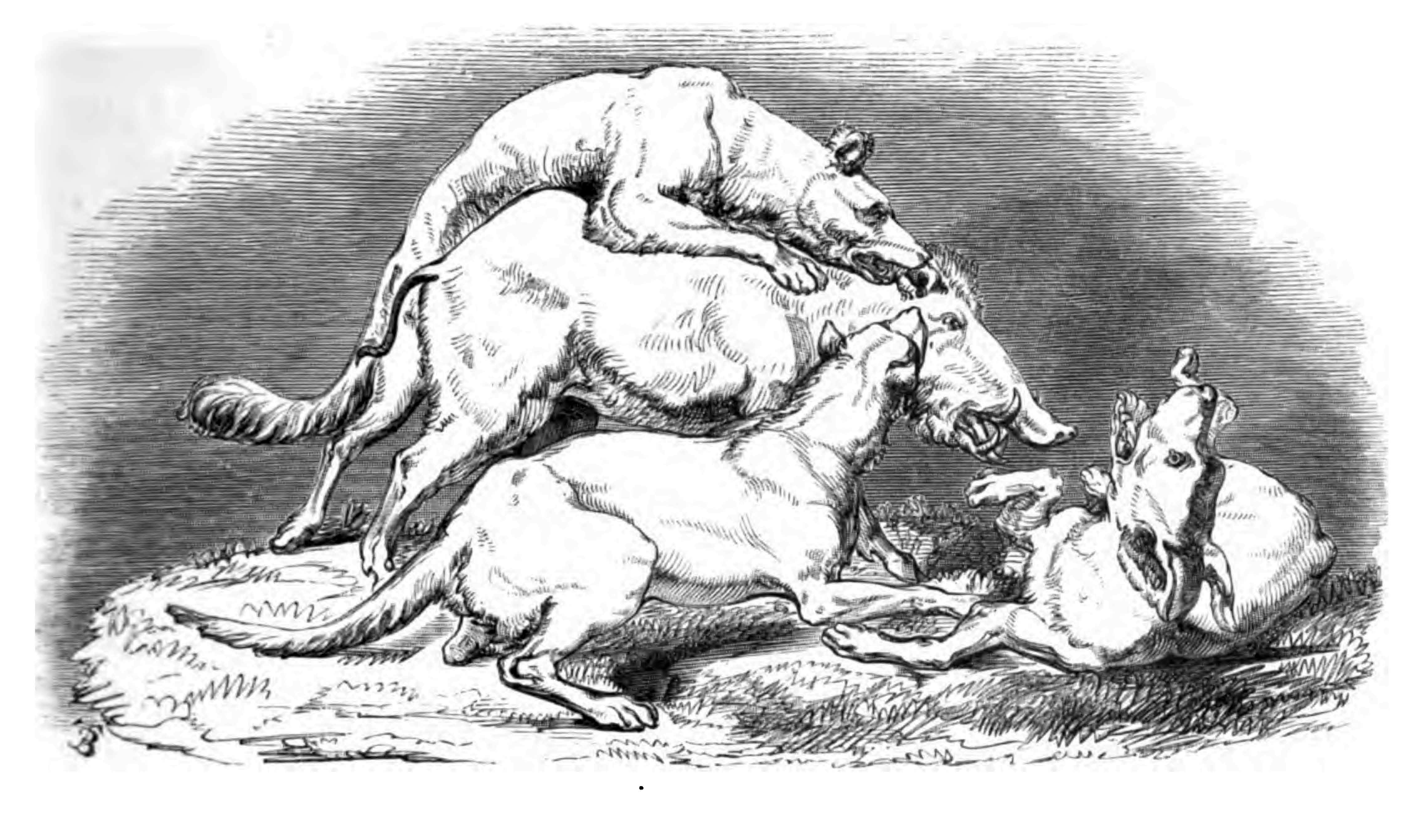
Chasse au sanglier, gravure sur bois d'après le diorama de Ploucquet dans le catalogue de l'exposition universelle de Londres, p. 1121.